# Robert Kirkman
Pour les articles homonymes, voir Robert Kirkman.
Robert Kirkman est un auteur américain de comics, né le 30 novembre 1978 dans le Kentucky. Il est l'auteur de The Walking Dead, Invincible et Marvel Zombies.

## Biographie

### Les débuts
Robert Kirkman est né le 30 novembre 1978 dans l'État américain du Kentucky. Au lycée, à Cynthiana, il fait la connaissance de Tony Moore, avec qui il va collaborer sur plusieurs projets. Souhaitant alors, sans idée précise, travailler dans l'univers des comics, il devient après le lycée, vendeur dans une boutique de comics.
Son premier comics est une parodie de superhéros appelée Battle Pope, sortie en juin 2000,. Cet ouvrage, créé avec son ami d'enfance, le dessinateur Tony Moore, a été auto-édité sous le label Funk-O-Tron. Robert Kirkman se rappelle : « Lorsque Tony Moore et moi avons fait Battle Pope, il était à l'université et j'avais un boulot alimentaire. Nous avons fait ce livre parce que nous le voulions, et il a rapporté juste assez d'argent pour payer sa publication ».
L'écriture de Robert Kirkman est remarquée par l'auteur de comics Erik Larsen, qui lui conseille de se rapprocher de l'éditeur Image Comics. Robert Kirkman en vient donc à réaliser le scénario d'un épisode de SuperPatriot (en) avec le dessinateur Cory Walker.
Les deux artistes collaborent à nouveau sur une nouvelle série en 2002 : Invincible. Publiée chez Image Comics, elle reflète le désir de Robert Kirkman de créer un superhéros teenager. Les droits d'adaptation au cinéma sont achetés par la société de production Paramount Pictures en 2005.

### La renommée grandissante avecThe Walking Dead
En 2003, peu après le lancement de la série Invincible, Robert Kirkman s'attelle avec Tony Moore à un nouveau projet de série : The Walking Dead. Il s'agit de l'histoire d'une communauté de survivants dans des États-Unis infestés par les zombies. Au départ, le projet est fraîchement accueilli par les dirigeants d'Image Comics. Mais, année après année, ses ventes aux États-Unis augmentent régulièrement. En 2010, c'est même l'un des romans graphiques les plus vendus aux États-Unis. Un succès qui doit notamment à l'adaptation de la bande dessinée en série télévisée.
En janvier 2010, la chaîne câblée AMC a en effet annoncé qu'elle adaptait la série de comics, avec le réalisateur-scénariste Frank Darabont aux commandes. Robert Kirkman s'est vu attribuer le poste de producteur exécutif.

### Des liens forts avec Image Comics
Pour ses influences en matière de comics, Robert Kirkman se définit comme un « kid des années 1990 » et cite les auteurs de Image Comics, maison d'édition fondée en 1992 : Erik Larsen, Todd McFarlane et Rob Liefeld.
En juillet 2008, il est annoncé lors du Comic-Con que Robert Kirkman devient partenaire d'Image Comics. Cette nomination, une récompense pour sa fidélité à la maison d'édition, lui permet notamment d'exprimer ses vues sur les prochaines publications de l'éditeur.
Le 19 juillet 2010, il annonce le lancement de Skybound Entertainment, une  marque de comics publiée par Image Comics, qui gère les droits audiovisuels de The Walking Dead et qu'il va diriger. C'est dans cette collection qu'il s'apprête à publier en août 2011 la série de science-fiction The Infinite, en collaboration avec Rob Liefeld.

### Vie personnelle
Son attachement à l'univers des comics lui vaut de prénommer son fils, né le 25 avril 2006, "Peter Parker", l'identité officielle de Spider-Man.

## Œuvres

### Image Comics
- The Astounding Wolf-Man
- Brit
- Image United
- Invincible
- SuperPatriot
- Tech Jacket
- The Walking Dead
- Super Dinosaurio
- Thief of Thieves
- Les Gardiens du Globe
- Outcast
- Oblivion Song
- Fire Power

### Marvel Comics
- Captain America
- Epic Anthology
- Fantastic Four: Foes
- The Irredeemable Ant-Man
- Jubilee
- Marvel Knights 2099
- Marvel Team-Up
- Marvel Zombies
  - Marvel Zombies
  - Marvel Zombies: Dead Days
  - Marvel Zombies 2
- Sleepwalker
- Ultimate X-Men
- Destroyer Max 2

### Romans
Les romans sont coécrits avec Jay Bonansinga (en), aux éditions Le Livre de poche.
1. The Walking Dead : L'Ascension du Gouverneur, mars 2012  (ISBN 978-2253134824)
2. The Walking Dead : La Route de Woodbury, octobre 2012  (ISBN 978-2253134831)
3. The Walking Dead : La Chute du Gouverneur, juin 2014  (ISBN 978-2253134848)
4. The Walking Dead : La Chute du Gouverneur 2, octobre 2014  (ISBN 978-2253195092)
5. The Walking Dead : L'ère du prédicateur, septembre 2015  (ISBN 978-2253183679)
6. The Walking Dead : Invasion, mars 2016  (ISBN 978-2253183983)
7. The Walking Dead : Cherche et tue, mars 2017  (ISBN 978-2253083207)
8. The Walking Dead : Retour à Woodbury, octobre 2017  (ISBN 978-2253083269)

### Autres éditions
- Battle Pope

## Filmographie
Sauf indication contraire, les informations mentionnées dans cette section peuvent être confirmées par la base de données cinématographiques IMDb,  présente dans la section « Liens externes ».
- 2023 : Renfield de Chris McKay (producteur, auteur de l'histoire)

## Distinctions

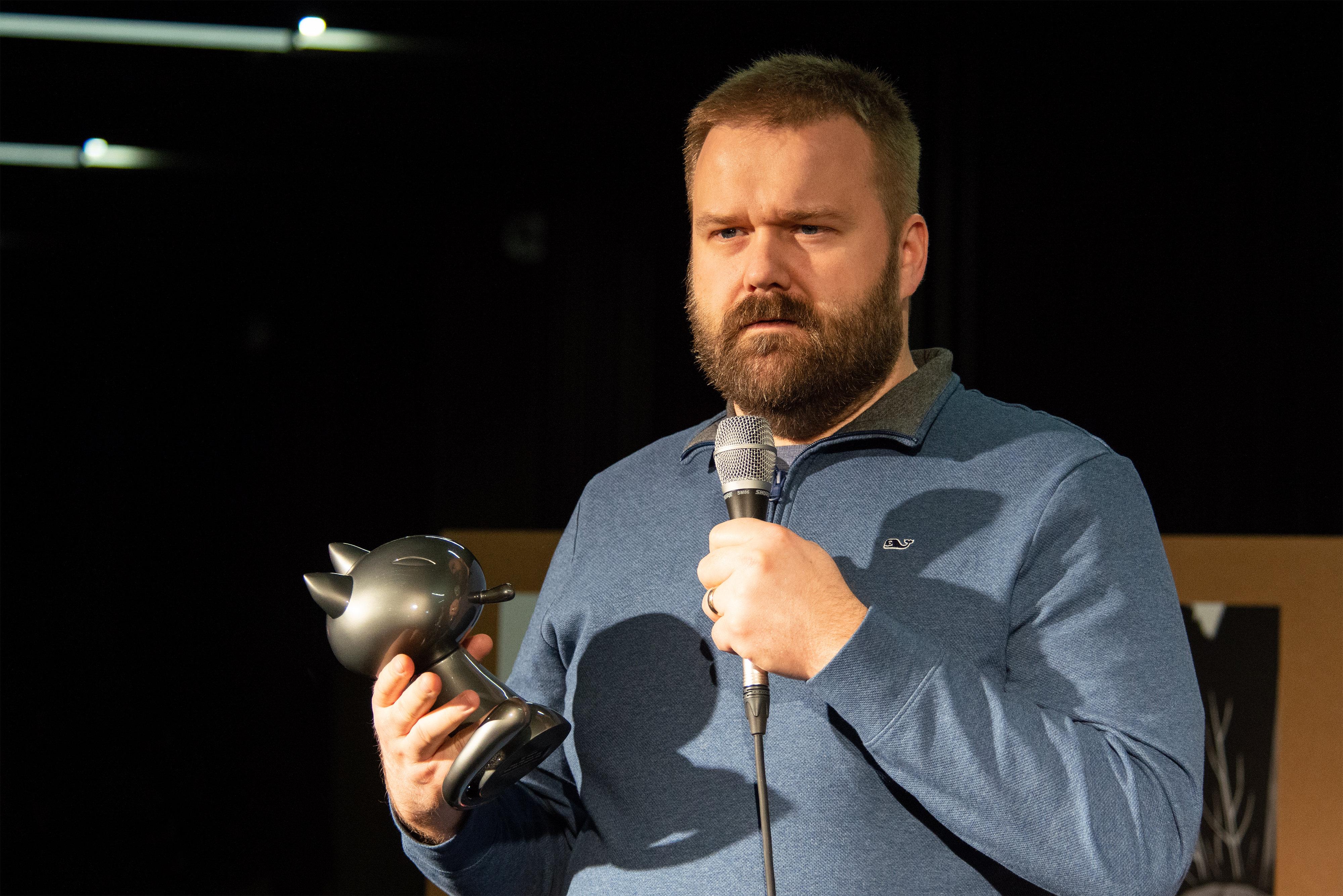
Robert Kirkman avec le Fauve d'honneur au Festival d'Angoulême 2020.

- 2010 : Prix Eisner de la meilleure série pour The Walking Dead (avec Charles Adlard) ;
- 2010 : Prix Harvey de la meilleure série (avec Charles Adlard) et du meilleur scénariste pour The Walking Dead ;
- 2012 : Prix Micheluzzi de la meilleure série de bande dessinée étrangère pour The Walking Dead ;
- 2020 : Fauve d'honneur au festival d'Angoulême pour l'ensemble de son œuvre[20].